# Günther Becker (Politiker)
Günther Becker (* 1944 in Braunfels; † 12. September 2002) war ein deutscher Politiker (SPD) und Mitglied des Hessischen Landtages.

## Leben
In Braunfels ging er bis zur mittleren Reife zur Schule und trat danach den mittleren Dienst bei der Deutschen Bundespost an. Im zweiten Bildungsweg machte er sein Abitur auf dem Hessen-Kolleg. Danach studierte Becker Rechtswissenschaften und wurde Rechtsanwalt.

## Politik
1969 trat Becker in die SPD ein und war von 1988 bis 2001 Vorsitzender der Gießener SPD.
Seit 1979 war er Stadtverordneter in Gießen. Dort war er von 1993 bis Anfang 2002 Mitglied im Haupt-, Finanz-, Wirtschafts- und Rechtsausschuss.
Von 1987 an vertrat er den Wahlkreis Gießen-Stadt als Mitglied des Hessischen Landtages. Bei den Wahlen 1995 konnte Becker noch mit knapper Mehrheit (SPD mit 37,8 % vor der CDU mit 35,3 %) als Direktkandidat einziehen. Vier Jahre später konnte er das Wahlergebnis zwar bestätigen (37,7 %), aber wurde von seinem politischen Gegner Klaus Peter Möller (CDU, 40,6 %) übertroffen. Er zog aber über die Landesliste in das Parlament ein.
Seine Mandate als Landtagsabgeordneter und Stadtverordneter übte er bis zu seinem Tod aus.